# Cefalùi egyházmegye
A Cefalùi egyházmegye olaszul: Dioecesis Cephaludensis a római katolikus egyház egyik egyházmegyéje Olaszország ban. A püspöki széke Cefalù városában található.

## Története
680-ban alapították. 870-ben megszűnt, de 1131. szeptember 4-én újjáalakították, leválasztva a Agrigentói egyházmegye területéből. 1825-ben a Palermói főegyházmegye javára veszített területet. 1844. május 20-án területeket cserélt Palermóval és Pattival. 1844. május 25-én az új Caltanissettai egyházmegye vált le belőle.

## Szomszédos egyházmegyék
- Caltanissettai egyházmegye
- Nicosiai egyházmegye
- Palermói főegyházmegye
- Patti egyházmegye
- Piazza Armerinai egyházmegye